# Otwarcie brydżowe
Otwarcie brydżowe, otwarcie licytacji, otwarcie (ang. opening) lub odzywka otwierająca (ang. opening bid) – pierwsza odzywka zgłoszona podczas licytacji w danym rozdaniu. Otwarcie może być dane na pierwszej ręce, czyli przez gracza rozpoczynającego licytację lub na drugiej, trzeciej, czy czwartej ręce, jeśli kolejni gracze pasowali.
Do otwarcia licytacji wymagana jest określona siła honorowa lub układowa. Na zwykłe otwarcie potrzeba co najmniej około 11/13 punktów honorowych (PH). Otwarcia silne, w zależności od stosowanego systemu, wymagają co najmniej około 16/17 lub 19 PH, a otwarcia bardzo silne co najmniej 21 lub nawet 23 PH. Otwarcia zaporowe opierają się na niewielkiej sile honorowej, ale wymagają długiego co najmniej 6- lub 7-kartowego koloru i odpowiedniej ilości lew wygrywających (LW) określonej zwykle Prawem 2-ch i 3-ch. Dla otwarć trzecioręcznych (ang. third-hand opening) i czwartoręcznych (ang. fourth-hand opening), czyli dla otwarć dawanych w sytuacji, gdy partner już pasował, stosuje się czasami obniżone limity minimalnej siły honorowej lub układowej potrzebnej na otwarcie. Podyktowane jest to względami strategicznymi.
W przypadku stosowania Systemów Słabych Otwarć zapowiedź pas na pierwszej lub drugiej ręce może być konwencyjna i użyta w znaczeniu odzywki otwierającej licytację. Wtedy pierwszą normalną odzywkę, zgłoszoną przez przeciwnika, należy traktować jako wejście do licytacji. Jeśli przeciwnik pasował, to odzywkę zgłoszoną przez partnera gracza, który dał konwencyjną zapowiedź pas, należy traktować jako odpowiedź na otwarcie (w SSO nazywaną otwarciem koniecznym).